# Det var nittionio gömda väl
Det var nittionio gömda väl är en psalmtext av Elisabet Cecilia Clephane till en melodi i 6/4 G-dur av Ira D. Sankey. Texten, som har 5 verser, översattes till svenska av Erik Nyström. Den bygger på texten i Lukasevangeliet 15:6.

## Publicerad i
- Sånger till Lammets lof 1877 som nr 48 med titeln "Det war de nittionio gömda wäl"
- Fridstoner 1926 som nr 47 under rubriken "Frälsnings- och helgelsesånger".
- Kyrklig sång 1928 som nr 132.
- Sionstoner 1935 som nr 298 under rubriken "Nådens ordning: Väckelse och omvändelse".
- Sions Sånger 1981 som nr 48  under rubriken "Församlingen".